# Ossu! Kaette kita Son Gokū to nakamatachi!!
Dragon Ball: Ossu! Kaette kita Son Gokū to nakamatachi!! (ドラゴンボール オッス！帰ってきた孫悟空と仲間たち！！ Doragon Bōru Ossu! Kaette Kita Son Gokū to Nakama-tachi!!?, ¡Hey! ¡¡Vuelven Son Gokū y sus amigos!!) es una OVA de Dragon Ball presentada durante el Jump Super Anime Tour en septiembre de 2008.

## Argumento
Dos años tras la derrota de Kid Buu en la serie principal de Dragon Ball Z, Mr. Satán se encuentra preparando la inauguración de su nuevo hotel de lujo. Pero se siente algo culpable porque la gente piense que es en su honor por salvar a la Tierra de Kid Buu, lo que decidió invitar a los Guerreros Z y sus familias al banquete.
Videl contacta a Son Gohan para que avise a su familia que están invitados. En principio, Son Gokū no está muy entusiasmado con la idea de asistir a la inauguración del hotel, pero para no quedar mal, Gohan le dice que Mr. Satán le ha preparado un menú especial solo para él y acepta.
Se reúnen todos y comienza el banquete, pero poco después dos naves espaciales aterrizan cerca de la ciudad y sus tripulantes se dirigen hacia el lugar de la fiesta. Resultan ser el hermano menor de Vegeta, Tarble, quien por ser demasiado débil en el pasado fue enviado a otro planeta poco antes de la destrucción del Planeta Vegeta y su esposa Gure a manos de Freezer. Viene en busca de su hermano para que le ayude a lidiar con Abo y Cado, anteriormente soldados del ejército de Freezer, que están causando estragos en su planeta; según explica Tarble, originalmente igualaban en poder a las Fuerzas Especiales Ginyū pero actualmente han incrementado su poder hasta el mismo nivel que tenía Freezer al momento de morir.
En cuanto Abo y Cado aterrizan, los Guerreros Z hacen un pequeño "sorteo", por decirlo así, sacando los nabos en el huerto de la casa de Gokū para ver quien se les enfrenta. Trunks gana y se dirige a pelear, pero pensando en que puede ser un poco injusto, Goku manda a Son Goten a que ayude a Trunks. El combate parece igualado, hasta que Abo y Cado se dividen en 3 y toman la ventaja. Gohan ayuda a Goten y Trunks guiándolos durante el combate para golpear a los verdaderos Abo y Cado, derrotándolos temporalmente. Cuando parece que todo va a terminar, Abo y Cado se fusionan para ganar más poder, transformándose en Abocado.
Abocado fácilmente les da una paliza a Goten y Trunks. Para igualar las condiciones, Goten y Trunks se fusionan a su vez. Como Gotenks, consiguen superar a Abocado y aparentemente lo derrotan al rematarle en su forma Super Saiyan. Pero, mientras todos (excepto Gotenks, Pikoro, Goku y Vegeta) se van pensando que la pelea había terminado, Abocado se vuelve a levantar y los ataca con su "Onda Super Destructiva", forzando a Pikoro a intervenir bloqueando el ataque con su Makkankosappo. Furioso, Abocado destruye la mayor parte del hotel con su Super Wahaha no Ha mientras Gotenks y los demás guerreros protegen a Tarble y los demás espectadores de los escombros. Gokū y Vegeta se unen a la batalla, pero Gokū engaña a Vegeta para que mire a otro lado y se escapa para neutralizar el ataque de Abocado con un Kamehameha en Super Saiyan, derrotándolo finalmente con un poderoso golpe. Con la pelea finalmente acabada, Mr. Satán invita a todos a lo que queda de su hotel, donde aún les espera el banquete. Abo y Cado deciden dejar de pelear y se les unen en el festín.

## Personajes
- Son Goku
- Son Gohan
- Son Goten
- Milk
- Videl
- Mr. Satán
- Majin Boo
- Kaio Shin del Este
- Ro' Kaioshin
- Kame Sen'nin
- Oolong
- Yamcha
- Puar
- Lunch
- Rey Ox Satan
- Tortuga
- Dende
- Mr. Popo
- Vegeta
- Bulma
- Trunks
- Piccolo
- Gotenks
- Krillin
- N.º18

## Personajes exclusivos

### Tarble
El hermano menor de Vegeta, que fue enviado a otro planeta por ser débil antes que el planeta Vegeta explotara a manos de Freezer. Es algo bajo, usa la armadura que usaba Vegeta en las sagas Saiyajin y de Freezer, tiene cola y usa scouter. Además, tiene una esposa llamada Gure. Tiene un corazón bondadoso y sobre todo está en escapatoria de Abo y Cado y va en busca de su hermano Vegeta.

### Abo
Hermano de Cado. Es reconocible por un único cuerno en su frente. El color de piel de Abo es de un celeste claro. Tiene el mismo poder que Freezer en su 1.ª forma. Puede fusionarse con su hermano y formar a Abocado.

### Cado
Hermano de Abo. Tiene dos cuernos en su frente. Su color de piel es rojo. Tiene el mismo poder que Freezer en su 1.ª forma al igual que su hermano Abo. Puede fusionarse con su hermano y formar a Abocado.

### Abocado
Fusión de Abo y de Cado. Es color violeta resultante de color de piel de ambos (Azul + Rojo = Violeta) Todo su cuerpo está lleno de espinas. Es gigantesco y hace grandes ataques destructivos de energía cuando se enfurece. Tiene un poder similar que mostró Freezer en su forma Final al en planeta Namek. Su nombre, como muchos otros personajes de la saga, hace referencia a un alimento, en este caso es el nombre en inglés del aguacate.